# Dipartimento di Pehuenches
Pehuenches è un dipartimento argentino, situato nella parte nord-occidentale della provincia di Neuquén, con capoluogo Rincón de Los Sauces.
Esso confina a nord con la provincia di Mendoza, ad est con quella di Río Negro, a sud con i dipartimenti di Añelo e Loncopué, e ad ovest con quelli di Ñorquín e Chos Malal.
Secondo il censimento del 2001, su un territorio di 8.720 km², la popolazione ammontava a 13.765 abitanti, con un aumento demografico del 110,54% rispetto al censimento del 1991.
Il dipartimento, nel 2001, è suddiviso in:
- 1 comune di prima categoria: Rincón de Los Sauces
- 1 comune di seconda categoria: Buta Ranquil
- 1 comune di terza categoria: Barrancas
- 1 comisión de fomento: Octavio Pico